# تل خزنة (إدلب)
تل خزنة  مزرعة تتبع قرية المشيرفة في ناحية سنجار في منطقة معرة النعمان التابعة لمحافظة إدلب.